# الاحتجاجات المصرية 2019
الاحتجاجات المصرية 2019 هي احتجاجات اندلعت يوم الجمعة الموافق لـ 20 سبتمبر 2019 في عددٍ من المدن المصريّة وعلى رأسها القاهرة، الإسكندرية ودمياط للمُطالبة بعزل الرئيس المصري عبد الفتاح السيسي وإسقاطِ النظام. شهدت الاحتجاجات مشاركة المئات من عموم الشعب المصري – بينما تحدث تقاريرُ أخرى عن الآلاف – حيثُ رددوا هتافات من قبيل الشعب يريد إسقاط النظام وهتافات شعبيّة أخرى تدعو المواطنين لعدم الخوف من النظام والمُطالبة برحيله. حتى 25 سبتمبر ذكرت مراكز حقوقية أنها تلقت بلاغات باعتقال ما بين 1100 إلى 1400 متظاهر. ومن بين المعتقلين البارزين محامية حقوق الإنسان ماهينور المصري، وكذلك أمين عام حزب الاستقلال مجدي قرقر، والناطق باسم حزب الدستور خالد داود واثنين من أساتذة العلوم السياسية بجامعة القاهرة، حازم حسني وحسن نافعة. ودعت هيومن رايتس ووتش إلى إطلاق سراح جميع المعتقلين فوراً بسبب تعبيرهم السلمي عن آرائهم. وذكر مركز حقوقي أن عدد بلاغات الاعتقال التي تلقاها وصل إلى 2231، في الوقت الذي أغلقت فيه قوات الأمن الأماكن المحتملة للتظاهر في مصر وعززت من إجراءات التفتيش.
وكانت حملة مداهمة واسعة النطاق قامت بها الشرطة حول ميدان التحرير وفي أنحاء مصر يوم 27 سبتمبر، جنبا إلى جنب مع مسيرات مؤيدة للسيسي من موظفي الحكومة نظمها قطاع الأمن الوطني، واحتجاجات مناهضة للسيسي في جزيرة الوراق على النيل، وفي الجيزة، وفي حلوان، في قوص، وفي محافظات الأقصر وأسوان والمنيا وسوهاج. في 3 نوفمبر 2019، اقترح النائب أحمد طنطاوي على الإنترنت وفي البرلمان أن يتنحى السيسي في عام 2022 بدلاً من الترشح لإعادة انتخابه في عام 2024.

## الخلفية
خلفية الاحتجاجات تأتي في سياق الربيع العربي الذي بدأ بالاحتجاجات الجماهيرية في الثورة المصرية في 25 يناير 2011 وإقالة الرئيس حسني مبارك، ثم تلاها الانتخابات الرئاسية المصرية لعام 2012 التي فاز بها الرئيس محمد مرسي، ثم الاحتجاجات المصرية 2012-2013 ضد رئاسة مرسي، وما تلاها من انقلاب 2013 الذي أطاح بمرسي، ثم فض اعتصامي رابعة العدوية النهضة في أغسطس 2013 على يد قوات الأمن والجيش بقيادة الفريق عبد الفتاح السيسي، وتلا ذلك تكوين حكومة سلطوية في عهد السيسي، الذي تم انتخابه رئيسًا بدون منافسين جديين في عامي 2014 و2018.

## مقاطع الفيديو على الإنترنت ضد السيسي
ابتداءً من 2 سبتمبر 2019، قام محمد علي، وهو ممثل ومقاول بناء مصري يقيم في إسبانيا، بنشر مقاطع فيديو على شبكات التواصل الاجتماعي عبر الإنترنت قال فيها أنه كان يعمل في صناعة البناء لمدة 15 عامًا بموجب عقود مع الجيش المصري، وأنه قام بموجب تلك العقود ببناء خمس فيلات لأصدقاء السيسي وقصر للسيسي. واتهم محمد علي السيسي بإهدار الأموال العامة و«رفع مستوى الفساد المنخفض إلى مستوى جديد». توضح مقاطع الفيديو الخاصة بعلي حوادث محددة وتتهم مباشرة أفراد عسكريين معروفين، بمن فيهم اللواء كامل الوزير وعصام الخولي. أدارت السلطات المصرية حملة إعلامية تهاجم محمد علي، لكن الحملة الحكومية «لم تدحض مضمون ادعاءات محمد علي».
بعد الأسبوع الأول من الانتشار الواسع لمقاطع الفيديو الخاصة بـ علي، أنكر السيسي هذه المزاعم في جلسة "مؤتمر الشباب. حيث صرّح السيسي أن "جميع وكالات الاستخبارات أخبرتني من فضلك لا تتحدث عنها.. .. قلت لهم، ما بيني وبين الناس هو الثقة." في غضون ساعات قليلة من خطاب السيسي، نشر محمد علي ساعتين من مقاطع الفيديو الجديدة، أشار فيها إلى نجل السيسي "محمود" وما يجري في سيناء.
ثم قام مسعد أبو فجر، وهو ناشط سيناوي في المنفى، بإصدار مقطعين فيديو قال فيه أن السلطات المصرية رفضت عرضًا قدمه زعماء القبائل في شمال سيناء لإزالة الخلايا الإرهابية في غضون أسابيع قليلة، وأن قادة القبائل طلبوا منه نشر هذه المعلومات. صرح أبو فجر أن السيسي تعاون مع مهربي المخدرات وتجارها بدلاً من العمل مع القبائل وأن السيسي وابنه محمود لهما مصلحة تجارية في التهريب بين سيناء وقطاع غزة. كما اتهم أبو فجر قوات الأمن المصرية بـ «القضاء على قرى بأكملها» على طول الحدود مع غزة.
صرح المحامي محمد حمدي يونس بأنه سيطلب من النائب العام التحقيق في اتهامات محمد علي. إلا إنه قُبض عليه ووجهت إليه تهمة الانتماء إلى منظمة إرهابية. قام الضابط والمحامي السابق في الجيش أحمد سرحان بنشر شريط فيديو يدعم معظم ما قاله محمد علي، ويدعو إلى إطلاق سراح يونس واتهام أشخاص جدد مقربين من السيسي. تمت مشاهدة فيديو سرحان نصف مليون مرة.
قام رجل ملثم بنشر مقطع فيديو يزعم أنه كان لديه معلومات حساسة حول السيسي، وأن مقاطع الفيديو الخاصة بـ علي تحتوي على «معلومات واقعية عن الفساد في الرتب العليا للقوات المسلحة» وأن «الأحداث التي تحدث» تشكل «انتقاما» من قبل المخابرات العامة ضد جهاز المخابرات الحربية، التي ترأسها السيسي حتى عام 2012. في شريط فيديو آخر ذكر رجل ملثم يدّعي أنه ضابط مخابرات أن السيسي غيّر القادة بشكل متكرر من أجل تجنب أن يصبح أي منهم أكثر قوة وأن السيسي قام بتنسيق معلومات المخابرات عن كثب مع إسرائيل. قام طيار سلاح الجو السابق هاني شرف وضابط أمن الدولة السابق هشام صبري بتوزيع مقاطع فيديو تنتقد السيسي.
قام وائل غنيم، الذي لعب دورًا رئيسيًا على الإنترنت في إشعال ثورة 25 يناير والذي يعيش في الولايات المتحدة، بنشر مقاطع فيديو شبيهة بالآخرين، مضيفًا مزاعم بأن نجل السيسي محمود لعب دورًا قويًا في إدارة «السياسة اليومية» المصرية. أجرى ممثل للسفارة المصرية في واشنطن العاصمة اتصالاً هاتفياً مع غنيم، وطلب منه التوقف عن انتقاد السلطات المصرية، في مقابل حصوله على مدفوعات وضمان ليتمكن من «العودة إلى مصر بأمان». رفض غنيم، وبعد بضعة أيام تم القبض على شقيق غنيم حازم في القاهرة. وفسر غنيم ذلك على أنه عملية خطف انتقامية بسبب رفضه الصمت.
في منتصف شهر سبتمبر قال محمد المصري من معهد الدوحة للدراسات العليا بأن محمد علي «ربما الرجل الأكثر شعبية في مصر» مع الملايين من المشاهدين لمقاطع الفيديو الخاصة به على الإنترنت وملايين الناس يستخدمون هاشتاج ضد السيسي. ووصف المصري علي بأنه «تهديد مشروع لحكومة السيسي».
في 21 سبتمبر، بعد احتجاجات اليوم السابق، دعا محمد علي إلى «مسيرة مليون رجل» لملء جميع «الساحات الكبرى» في مصر يوم الجمعة التالي، 27 سبتمبر. صرح علي، «هذه ثورة الشعب... علينا أن نكون يدًا واحدة... وأن ننظم النزول إلى الساحات الرئيسية.»

## التسلسل الزمني
دعا مُحمد علي المصريين إلى النزول إلى الشوارع يوم الجمعة الموافق 20 سبتمبر 2019 لإعلان رفضهم لاستمرار السيسي في الحكم كما أنه طالب وزير الدفاع محمد زكي بعزل السيسي واعتقاله استجابةً لإرادة الشعب، وقد لاقت دعوة محمد علي استجابة من جموع من الناس، فنزل جموع من المصريين بعد مُباراة الأهلي والزمالك إلى ميدان التحرير بالقاهرة وميدان الشون بالمحلة الكبرى وبعض المحافظات لإعلان رفضهم لحكم السيسي.
وتظاهر الآلاف -معظمهم من الشباب- في القاهرة، والإسكندرية، ودمياط، والسويس، وأربع مدن مصرية أخرى في الشوارع في دعوة لإزاحة السيسي من السلطة. وشملت الهتافات «قول، ما تخافشي، السيسي لازم يمشي» و«الشعب يريد إسقاط النظام». وذكر مركز حقوقي إنه تلقى بلاغات بالقبض على 45 شخصا، في مدن القاهرة، الإسكندرية، دمنهور، دمياط، والمحلة الكبرى خلال التظاهرات، في حين ذكر شاهد عيان أضعاف ذلك.
وتجددت احتجاجات الشوارع لليوم الثاني في القاهرة والسويس، والجيزة والمحلة، ففي السويس فضت قوات الأمن تظاهرة ليلية وقامت بالقبض على 50 من المتظاهرين. وأُطلق الغاز المسيل للدموع على المتظاهرين.
وتجددت الدعوة لتظاهرات يوم الجمعة 27 سبتمبر، وهو ما قامت الجهات الأمنية باتخاذ الاستعدادات له وفق ما أعلنته وزارة الداخلية المصرية. وقامت قوات من الجيش والشرطة بإغلاق الطرق المؤدية إلى ميدان التحرير، وإغلاق 4 محطات مترو تؤدي إلى الميدان.

## الاعتقالات
رداً على التقارير الأولى عن الاعتقالات، دعت هيومن رايتس ووتش مصر إلى احترام العهد الدولي الخاص بالحقوق المدنية والسياسية والذي هو ملزم قانونًا للدول الموقعة عليه، بما يضمن حرية التعبير وتكوين الجمعيات والتجمع السلمي. دعت هيومن رايتس ووتش أجهزة الأمن المصرية إلى اتباع مبادئ الأمم المتحدة الأساسية بشأن استخدام القوة والأسلحة النارية من قبل موظفي إنفاذ القانون باستخدام «وسائل غير عنيفة قبل اللجوء إلى استخدام القوة والأسلحة النارية».
قدر المركز المصري للحقوق الاقتصادية والاجتماعية عدد الاعتقالات في احتجاجات 20 و21 سبتمبر بحوالي 500 متظاهر، وقام المركز بنشر قائمة بأسماء المعتقلين. وكانت اللجنة المصرية للحقوق والحريات (ECRF) قد أبلغت في وقت سابق عن اعتقالات في 12 مدينة بما فيها القاهرة والجيزة والإسكندرية والسويس وبلدات في محافظة الدقهلية ومحافظة القليوبية وكفر الشيخ. ذكرت ECRF أنها أنشأت «غرفة طوارئ» لتقديم الدعم فيما يتعلق بالزيادة المفاجئة في الاعتقالات.
قُبض على محامية حقوق الإنسان ماهينور المصري على أيدي ثلاثة ضباط يرتدون ملابس مدنية أمام مقر نيابة أمن الدولة العليا في القاهرة في 22 سبتمبر. وكانت ماهينور تحادث زميلتها نهى كمال على الهاتف فصرخت: "إنهم يعتقلونني. يتم نقلي بعيدا، وتم نقلي في حافلة صغيرة.
ودعت هيومن رايتس ووتش قوات الأمن المصرية إلى «الإفراج الفوري عن جميع المعتقلين بسبب ممارستهم لحقوقهم فقط».
في 23 سبتمبر، صرح محمد علي، أن «الضباط» كانوا يتابعونه في إسبانيا لمدة أسبوعين، وأنه «كان يختبئ ويهرب بعيدًا عنهم». صرح علي أن الضباط كانوا يرغبون في قتله وأنه كان متعبًا جدًا من «الركض». صرح علي أن السلطات الإسبانية مسؤولة عن سلامته وأنه إذا «قُتل في إسبانيا» فإن ذلك «سيثبت أن أوروبا كاذبة تمامًا مثل الولايات المتحدة وترغب في التخلي عن أي شخص».
بحلول 25 سبتمبر، تم تقدير عدد المعتقلين بحوالي 1100 وفق الشبكة العربية لمعلومات حقوق الإنسان (ANHRI)، ECESR وECRF  إلى 1400 وفق Middle East Eye . كان من بين المعتقلين البارزين الزعيم السابق لحزب الدستور خالد داود واثنين من أساتذة العلوم السياسية بجامعة القاهرة هم حازم حسني وحسن نافعة.
حازم حسني قُبض عليه دون أمر اعتقال واحتُجز بمعزل عن العالم الخارجي. ودعا فريق الدفاع القانوني التابع له إلى إطلاق سراحه على الفور. وكان حسني قد وصف في وقت سابق محمد علي بأنه يلعب «دورًا إيجابيًا» ووصف حركة الاحتجاج الجديدة بأنها لها القدرة على التأثير على «الصيغة الدولية التي تحدد إلى حد كبير حكم السيسي المستمر». وذكر أنه يمكن «[تجريد] السيسي من سيطرته الدكتاتورية على الدولة المصرية».
قبل إلقاء القبض عليه، ذكر حسن نافعة بأن «استمرار حكم السيسي المطلق سيؤدي إلى كارثة» وأن «الضغط الشعبي من الشارع» ضروري لإنهاء رئاسة السيسي. صرح نافعة أن «الصورة التي صنعها السيسي لنفسه قد اهتزت بالكامل واستبدلت بها الصورة المعاكسة».
خالد داوود، الذي قُبض عليه في 25 سبتمبر 2019، بصفته الناطق الإعلامي السابق لجبهة الإنقاذ الوطني، أيد الانقلاب المصري عام 2013 لكنه انتقد السيسي لاحقًا. بعد نشرات فيديو محمد علي، دعا داود إلى إجراء تحقيقات في مزاعم الفساد.
وأعلن حزب الاستقلال المعارض اعتقال 20 من كوادره في المحافظات واعتقال الدكتور مجدي قرقر الأمين العام للحزب.
وصدر بيان عن النيابة العامة يوم الخميس 26 سبتمبر يوضح أنه تم التحقيق مع قرابة 1000 متظاهر، في حين يقول محامون أن هناك قرابة 1000 آخرون لا يُعلم مكانهم بعد.

## التحليل الاجتماعي
قالت داليا فهمي من جامعة لونغ آيلاند إن احتجاجات 20 سبتمبر 2019 أظهرت للناس «كسر حاجز الخوف»، الذي قالت إنه كان مفاجئًا ولكن متوقعًا بسبب التغيير الديموغرافي. قالت: «هناك مجموعة من الشباب يأتون بمجموعة مختلفة من المطالب وأنواع مختلفة من الفهم لاحتمال المستقبل. لذلك فالمتواجدون في الشوارع اليوم يختلفون كثيرا عن الذين كانوا هناك قبل ثماني سنوات.» 

## ردود الفعل
- دعا مجموعة من الممثلين والإعلاميين ومؤيدي السيسي إلى مظاهرات مؤيدة في ميدان رابعة العدوية (تغير اسمه إلى «هشام بركات») يوم الجمعة 27 سبتمبر.[11] وذكر مراسل بي بي سي أن قوات الأمن سمحت للعشرات بالتظاهر أمام مسجد القائد إبراهيم بالإسكندرية تأييدا للسيسي، في حين تم منعه من تغطية الحدث بدعوى عدم الحصول على تصريح بذلك.[30]
- طالبت منظمة العفو الدولية، الأحد 20 سبتمبر 2020، بإطلاق سراح مئات المعتقلين المصريين تم القبض عليهم العام الماضي على خلفية التظاهرات التي شهدتها البلاد في 20 سبتمبر 2019، والتي أطلقها الفنان والمقاول محمد علي.[35][36]